# Egzostoza slušnog hodnika
Egzostoza slušnog hodnika je koštano suženje u području spoljašnjeg dela slušnog kanala, najčešće nepoznate etiologije. Kako za njegov nastanak veliki značaj ima termička trauma, ona se smatra i traumatskim izraštajem. 
Lečenje je operativno, nakon koga se bolesniku savetuje mirovanje ili manja fizička aktivnost, do kontrole nakon 7 dana. Povratak svakodnevnim aktivnostima moguće je nakon nedlju dana. 

## Etiopatogeneza
Da termička trauma ima važnu ulogu u nastanku egzostoze ukazuje pojava tzv. „surferskog uva”, kod surfera na dasci. Naime kod njih egzostoza slušnog hodnika nastaje usled iritacije unutrašnjosti slušnog hodnika izazvane istovremenim dejstvom hladnog vetra i hladne morske vode.
Topla voda, takođe kod surfera, može da izazove pojavu egzostoze zbog hlađenja ušnog hodnika isparavanjem vode u njemu uzrokovane vetrom.
Većine odraslih bolesnika koji su se javili lekaru zbog razvijenih egzostoza u slušnom hodniku u anamnezi navode da su odrasli pored reke ili jezera i da su se kao deca mnogo kupali u hladnoj vodi. Takođe su, npr. mnogi slučajevi egzostoza zabeleženi kod ljudi koji su odrasli na obalama jako hladnog Ciriškog jezera.
Kad su egzostoze razvijene, one se izdižu u koštanom delu slušnog hodnika kao polukuglasta izbočenja, glatka i bleda, pokrivena tankom kožom. U njihoovoj okolini nema znakova zapaljenja. 
Javljaju se obicčno obostrano, u svakom slušnom hodniku jedna do tri. Katkad izgleda kao da u slušnom hodniku jedna egzostoza istiskuje drugu, pa od njega ostaje samo kapilarna pukotina. 
Smetnje sluha kod pojedinih pacijenata mogu biti značajne. One potiču od toga: što se slobodni deo suženog slušnog hodnika lako začepi cerumenom (ušnom mašču), i što mnogo više više od opstrukcije, najdublja izraslina podriva limbus bubne opne i izbočuje je u bubnu duplju i time ometa normalnu funkciju slušnih koščica i labirintnih prozora.
Postoji mogućnost da se kod nekih pacijenta radi i o pravom dobroćudnom izraštaju, tj, osteomu. Verovatno je to slučaj kod onih bolesnika kod kojih se koštani izraštaj javlja iznenada i odlikuje se relativno brzim rastom. 
Mikroskopska slika je u oba slučaja je istovetna i pokazuje gustu koštanu supstanciju sa nepravilno rasporedjenim sistemom lamela i Haversovih kanala.

## Terapija
Oboljenje se leći operativno, endauralnim pristupom, tj, kroz prošireni otvor slušnog hodnika, što daje mogućnost otorinolaringologu mogućnost da podignesa podloge kožu slušnog hodnika, a ako treba i zadnji deo bubne opne. Tako prikazane koštane izrasline potom se odstranjuju pomoću
električne bušilice, koja se upotrebljava i u stomatologiji. Operativni zahvat je uspešniji ako otorinolarigolog prati svoj rad kroz otologijsku binokularnu lupu ili operativni mikroskop. 
Kako nakon potpunog odstranjenja izraštaja slušni hodnik postaje nešto širi od normalnog, ranjena površinu kosti prekriva se delom kože slušnog hodnika, a delom slobodnim režnjem presadjene kože. Operisano uvo treba zaštiti od uticaja vode i vetra u narednih dva meseca. 

Izraštaj koji je hirurški potpuno odstranjen ne pokazuje sklonost ka recidivu (ponavljanju). 

## Spoljašnje veze
- Surfer's ear Palo Alto Medical Foundation. Includes surgery videos. (језик: енглески)

|  | Molimo Vas, obratite pažnju na važno upozorenje u vezi sa temama iz oblasti medicine (zdravlja). |